# 劇場版イナズマイレブンGO vs ダンボール戦機W
- イナズマイレブンシリーズ > イナズマイレブンGO > 劇場版イナズマイレブンGO vs ダンボール戦機W
- ダンボール戦機 > 劇場版イナズマイレブンGO vs ダンボール戦機W

『劇場版イナズマイレブンGO vs ダンボール戦機W』（げきじょうばんイナズマイレブンゴー ブイエス ダンボールせんきダブル）は、2012年12月1日より東宝系にて公開された日本のアニメーション映画作品。

## 概要
ゲームが同じレベルファイブ制作の作品で、テレビアニメでも繋がりを持つ『イナズマイレブンGO』と『ダンボール戦機W』のクロスオーバー作品。『イナズマイレブン』シリーズとしては3作目（続編の『イナズマイレブンGO』シリーズとしては2作目）、『ダンボール戦機』シリーズとしては唯一となる初の劇場アニメ作品であり、2作が本格的なクロスオーバーを行うのは本作が初となる。前2作と違い、3Dでは上映せず、2Dのみでの上映。『ダンボール戦機』シリーズは、劇場映画については本作が制作されたのみでTVアニメ、ビデオゲームの展開を終了した。
なお、『イナズマイレブンGO』のキャラクターは、『ダンボール戦機W』のキャラクターに合わせてテレビシリーズより頭身が高めに描き直されており、『ダンボール戦機W』のキャラクターも『イナズマイレブンGO』のキャラクターに合わせて色味が強く描かれている。テレビシリーズとはパラレルワールドに近い関係で、「サッカー禁止令」や「ブレインジャック」といったテレビシリーズとの時系列も特に設定されていない。
同年7月14日から発売されている前売券の特典として、ゲーム『ダンボール戦機W』のLBX「イカロス雷門Z（ゼロ）」のデータパスワード付き「イナダン奇跡のVSカードセット」を全国の各劇場先着20万名にプレゼント。
入場者特典として「『イナダンテレフォン』ひみつナンバーカード」が全国先着55万名に配布される。また、『イナズマイレブンGO2 ネップウ・ライメイ』や「ダンボール戦機W」で使えるデータパスワードも配布される。
キャッチコピーは「驚天動地の闘い（バトル）!!サッカー VS LBX」「決めろ!!友情の必殺技!!」。
全国270スクリーンで公開され、2012年12月1・2日の初日2日間で興収1億7,355万750円、動員17万2,222人になり、映画観客動員ランキング（興行通信社調べ）で初登場第3位となった。最終興行収入は6億8000万円。
2013年6月5日にDVD・Blu-rayが発売された。

## ストーリー
日本少年サッカーの最高峰「ホーリーロード」の優勝チーム「雷門中サッカー部」（イナズマイレブン）を中心としたオールスターチーム「新生イナズマジャパン」と、往年の少年サッカー世界一チーム「イナズマレジェンドジャパン」が、大勢の観客見守る中エキジビションマッチを開催。試合の興奮がクライマックスに達しようとしていたその時、一転、にわかに空かき曇り、膨大な数の小さなロボット、LBXがスタジアムを覆い尽くし、襲ってくる。
松風天馬たちは圧倒的な数で押し寄せるLBXたちを前にあっけにとられ、大混乱のなか試合は中断。するとさらに天空から2機のLBXが飛来する。しかしそのLBXたちは圧倒的な力で敵性LBXを瞬く間に倒していく。そのLBXを操る者こそ、最強のLBXプレイヤー、山野バンたちであった。
それは本来なら交わることなど有り得ない“超次元サッカー”と“LBX”が激突し、全世界を震撼させた恐るべき事件の幕開けに過ぎなかった。

## 登場人物・キャスト

### イナズマイレブンGO
- 松風天馬 - 寺崎裕香
- 剣城京介 - 大原崇
- 神童拓人 - 斎賀みつき
- 西園信助 - 戸松遥
- 霧野蘭丸 - 小林ゆう
- 狩屋マサキ - 泰勇気
- 錦龍馬 - 岩崎了
- 白竜 - 福山潤
- フェイ・ルーン - 木村亜希子
- 菜花黄名子 - 悠木碧
- 雨宮太陽 - 江口拓也
- 雪村豹牙 - 寺島惇太
- 空野葵 - 北原沙弥香
- 瀬戸水鳥 - 美名
- 山菜茜 - ゆりん
- クラーク・ワンダバット - 吉野裕行
- クロスワード・アルノ - 楠見尚己
- 角馬王将 - 稲田徹
- 円堂守 - 竹内順子
- 豪炎寺修也 - 野島裕史
- 染岡竜吾 - 加瀬康之
- 風丸一郎太 - 西墻由香
- 壁山塀吾郎 - 田野めぐみ
- 吹雪士郎 - 宮野真守
- 吉良ヒロト - 水島大宙
- 綱海条介 - 阪口周平

### ダンボール戦機W
- 山野バン - 久保田恵
- 大空ヒロ - 下野紘
- 花咲ラン - 花澤香菜
- 海道ジン - 小田久史
- ジェシカ・カイオス - 喜多村英梨
- 灰原ユウヤ - 梶裕貴
- 古城アスカ - 白石涼子
- 川村アミ - 井上麻里奈
- 青島カズヤ - 浪川大輔
- 宇崎拓也 - 中村悠一
- コブラ - 佐藤健輔
- 山野淳一郎 - 小松史法
- オタクロス - 田久保修平
- 大空遥 - 遠藤綾[3]
- クラウディア・レネトン - 寺内よりえ[3]
- オーウェン・カイオス - てらそままさき[3]
- オペレーター - 川瀬晶子、村上裕哉[3]

### その他の未来の人物
本作オリジナルの作品は
- フラン父 - 星野貴紀
- フラン母 - 渡辺明乃
- フラン - 日笠陽子
- アスタ - 木村良平
- サン - 潘めぐみ

## スタッフ
- 企画・脚本・総監修 - 日野晃博
- 原作 - レベルファイブ
- 連載 - 月刊コロコロコミック
- 監督 - 宮尾佳和
- 監督協力 - 秋山勝仁、高橋ナオヒト、深沢幸司
- 構成協力 - 冨岡淳広
- 絵コンテ - 宮尾佳和、飯田崇、高橋滋春、平田智浩、福島利規、福田道生
- 演出 - 飯島正勝、池畠博史、関野昌弘、徳本善信、新田典生、日高政光、平向智子、福島利規、宮尾佳和
- キャラクターデザイン原案 - 長野拓造、園部淳
- キャラクターデザイン - 池田裕治、井ノ上ユウ子、竹内杏子、日下部智津子、新岡浩美、本田隆、武内啓、西村博之
- 総作画監督 - 大貫健一、日下部智津子、佐藤陵、竹内杏子、西村博之、福士真由美
- 作画監督 - 一石小百合、小畑賢、佐藤和巳、田島瑞穂、立中順平、田中紀衣、田中ちゆき、田中穣、新岡浩美、馬場俊子、毛利和昭、斉藤香
- 音響監督 - 三間雅文
- 音響監督補 - 中嶋聡彦
- 音楽 - 光田康典、亀岡夏海、近藤嶺
- 制作担当 - 小板橋司、井上たかし
- クリエイティブディレクター - 古市直彦
- アソシエイトプロデューサー - 臼杵照裕、奥野敏聡、川崎由紀夫、久保雅一、佐上靖之
- アシスタントプロデューサー - 山野井創
- アニメーションプロデューサー - 神田修吉
- プロデューサー - 梶原清文、和田誠、飯田誠敬
- アニメーション制作 - OLM Koitabashi & Inoue
- 製作 - FCイナズマイレブンGO・プロジェクトダンボール戦機2012（レベルファイブ、電通、小学館、東宝、テレビ東京、テレビ大阪、テレビ愛知、TVQ九州放送、オー・エル・エム、タカラトミー、バンダイ、ジェイアール東日本企画、電通テック、ジェネオン・ユニバーサル・エンターテイメント、メディアファクトリー、キッズステーション）
- 配給 - 東宝

## 主題歌
エンディングテーマは『イナズマイレブン』と『ダンボール戦機』で、それぞれ主題歌を担当し続けている 「T-Pistonz+KMC」と「Little Blue boX」が本編同様にコラボし、共同で歌う。
- エンディングテーマ「掌のぬくもり」アーティスト - T-Pistonz+KMC with Little Blue boX
- 挿入歌「一緒に歩こう」アーティスト - Little Blue boX with T-Pistonz+KMC

## 小説版
2012年12月に上下巻が発行された。上巻は村松哲次と冨岡淳広、下巻は冨岡淳広が担当。
劇場版との違いや追加点など
新生イナズマジャパンの合宿
映画のストーリーが始まる前であり、選ばれた新生イナズマジャパンのメンバーが雷門中サッカー棟にて一週間の合宿を行う追加エピソード。
ここで、彼らにレジェンドジャパンとのエキシビジョンマッチの話を持ってきたのが響木であることがわかる。
フランたちの基地
映画中では明かされなかったが、「フラウ・ア・ノートリアス」という名前がついている。
フランが幼い頃に父から誕生日プレゼントにもらった花が変化したという設定で、作中では「（フランの）希望」「心の鎧」であるとされている。
フランたちの世界
天馬たちの時代から問題になっていた砂漠化は決定的な打開策のないままに時が過ぎ、そして大国の思惑がからんだ地域紛争の激化から世界戦争勃発へと繋がっていき、世界中の人々の生活が戦争を中心として回り始め、人類史上最悪の時代の幕開けとなる。戦争を止めようと奔走する人々の声は、国家の勝利という甘い言葉に踊らされた人々によってかき消され、戦火は止むどころか世界にまで及ぶ。
そのせいで、非力な人々だけではなく、荒廃の一途を辿るばかりだった世界中の植物も犠牲となり砂漠化が加速するようになるが、花を思う気持ちのない為政者たちによってさらに追い討ちをかけられるように、野に咲く花は戦争に邪魔の物として刈り取られ、花畑は本土決戦を想定した装甲版や城塞に変わった挙句に、新兵器の開発と投入に血道をあげる時代が続き、花はさらに邪魔物扱いされて自生する植物は急激に減少し、環境は崩壊し、大気は汚れ、生花などの自然のままの植物はとても希少なものになっている。その失われた花を惜しむ人間は人工で生成してみるも自然に咲く花の美しさや香りまでは再現しきれなかった。
最終局面ではぎりぎり抑制されていた大量殺戮兵器が投入され、地上は戦火にまみれ、そんな中で人間は現実に耐え、これからの環境に適応すべく「変化」していき、フランたちの世代からはそれが超能力などの目に見えるものとして現れた。それが超人的な能力を持つ子供たちであるセブンスである。
各国はセブンスを出口の見えない戦いに対する次代の兵器として研究していたのだが、しかし為政者たちはセブンスの投入が待てず全ての世界が無事ではすまないことを承知して禁断の反物質爆弾を使用して世界諸共戦争を終わらせた。
セブンス
ある時期を境に世界規模で生まれた、次世代の子どもたちの総称。人の新たな能力「シックスセンス」（超能力）をさらに超える力を持つ者、という意味でつけられた、
手を使わずに物を動かしたり、自分の体重の数百倍もの物体を持ち上げるなどの念動力や透視能力や他人の心を読むなどの一般的な超能力の他にも水中で生活する者などがいる。
長い戦争とそれに伴う環境の変化が進化をもたらしたと考えられており、実際恐怖心や強い生存本能で力は高められる。
確認されているセブンスは子供ばかりで、成人の報告はない。それ故、彼らは力をうまくコントロールできずに、車の暴走、家の倒壊、そして自分の親を意図せず殺したなどの事件を起こし、多くの場合親からも化け物として恐れられ、能力開発研究所にある意味捨てられるように預けられた。そして、その研究所でも兵器として扱われている。
フランは特にその中でも強い力を持っており、研究者たちは彼女を兵器として利用するために過酷な実験を強いた。
研究所
映画中では特に名前は語られなかったが、正式名称は「能力開発研究所」。セブンスたちのような特殊能力を持つ子供たちを集め研究する国営施設である。科学者が「一種の学校のようなものにもなっている」と発言していたことから、教育機関も兼ねている模様。
表向きは、セブンスたちが力をコントロールできずに悲劇を起こすのを防ぐため、彼らを預かり、力を正しくコントロールして新人類としての自覚を持って生きてゆけるよう教育する、という組織の目的を掲げている。しかし、実際はセブンスの子供たちを長らく終わらない戦争の勝負を決する兵器に仕立て上げようと目論んでおり、兵器として教育するための過酷な実験を彼らに強いている。なお科学者たちは、そのレッテルにより被差別状態にあるセブンスたちが普通の生活が送れず、また親も我が子を化け物と見なして研究所に預けたことを理由に、子供たちを兵器扱いすることを正当化している。
フランの過去や心境
フランがセブンスの力に目覚めたのは5歳を過ぎた辺りで、彼女を能力者の1人と診断した医者を通じて研究所を紹介されたことになっている。両親が自身を研究所に預けた会話を聞いて捨てられたと感じたり、自分たち（セブンスたち）を化け物呼ばわりして道具としか見ない身勝手な研究員たちに怒りを覚えるなど、フランの細かな精神描写が見られる。
その他
カズの外見の変わりようについてバンからの突っ込みが入る、新生イナズマジャパンがデストラクチャーズにゴールを決められる回数が映画に比べて多いなどの細かい変更点や追加点がある。

## 関連企画
映画イナダン episode0
2012年11月21日『イナダン秋の爆熱合体スペシャル!!』で放送された映画直前のエピソードとなる特別編。『ダンボール戦機』の世界で謎の敵に襲撃されるエピソード。
劇場版イナダン×豆しば
劇場版と豆しばのコラボレーションCM。イナズマイレブンGO編から「天豆しば」、ダンボール戦機W編から「豆しバン」「イカロスしば・ゼロ」が登場する。イカロスしば・ゼロの必殺ファンクションは「放屁」。
イナダンニュース
テレビ東京系6局ネットで放送された映画特集番組。キャスターは繁田美貴、ゲストコメンテーターはハライチ。第1回は2012年9月17日、第2回は10月8日、第3回は11月23日、第4回は12月24日放送。
イナダンテレフォン
2012年11月16日より期間限定公開の、電話て参加するミニストーリー。音声認識機能によりストーリーの途中で特定のキーワードを叫ぶことでストーリーに関わることができる。公式サイトでは体験版が公開された他、限定入場者特典のひみつナンバーカードの番号で「イナダンテレフォン（バトル版） 電話でバトル!必殺技を叫べ!」と「イナダンテレフォン（ともだち版） 電話しようぜ!ともだち大作戦!」を公開。
漫画版
『別冊コロコロコミックSpecial』2012年12月号掲載の吉田正紀による読切コミカライズ版。映画公式サイトでも冒頭ページを配信。
あたりまえ体操
『あたりまえ体操 劇場版イナダンバージョン』は映画公式サイトで配信されたイナダン応援団就任のCOWCOWによるコント動画。
公開収録
2012年9月29日の味の素スタジアムのJ1リーグ第27節FC東京vsジュビロ磐田戦で、劇中の歓声や試合中の応援などの音声収録が行われた。
イナダンギャグ外伝
映画記念コラボまんが イナ×ダン萬屋GAG劇場
『コロコロコミック』2012年11・12月号掲載の萬屋不死身之介による短期集中連載の映画記念コラボ漫画。
映画みようぜ!!イナダンギャグ外伝
映画公開を記念し2012年9月12日より『ダンボール戦機W』と『イナズマイレブンGO クロノ・ストーン』の最後に挿入される萬屋不死身之介原案のショートギャグアニメ。両アニメともに同じ内容のものが放送される。
登場キャラクター
松風天馬
主人公。かなり口が悪い。天馬の持つボールにはちっちゃいおっさんが入っている。120円でペガサスアークがバンに寝返ったことも。
西園信助
登場するものの台詞はない。
剣城京介
夏休みに海に行って肌が黒くなったが、ランスロットは錆びた。
神童拓人
化身を進化させようとして顔だけバッハになった。
フェイ・ルーン
ティラノザウルスとミキシマックスした。
クラーク・ワンダバット
ミキシマックスで天馬とラクダを融合させる。
山野バン
主人公。ギョーザ好き。ディテクターの一味だと勘違いして天馬に勝負を挑むも、飛び降りて足を挫いたりLBXを犬に取られるなど少しドジ。
山野博士
イカロス・ゼロを与えるフリをして藁人形を贈ったりとおちゃめ。
イカロス・ゼロ
博士にブリーフ姿にされたり、洗濯物の中に忘れられたり、醤油入れにされたり、犬に咥えられ持って行かれたり、シャンプーのキャップにされたりと扱いが悪い。
大空ヒロ
バンに助けを求められるもゲームで忙しく断る。
アスタ
天馬に挑むも、胸のマークが視力検査だと思われた。サンやフランからは髪の毛を見て、うどんとパスタを連想された。
サン
バンにイカロス・ゼロの頭がないことを指摘する。
フラン
天馬とバンに勝負を挑む。

各話リスト
| 話数 | タイトル                                | タイトル         | ダンボール 話数          | イナズマ 話数            | 放送日         |
| ---- | --------------------------------------- | ---------------- | ------------------------ | ------------------------ | -------------- |
| 1    | 映画みようぜ!!イナズマGOギャグ外伝      | 第1話            | 34話                     | 20話                     | 2012年 9月12日 |
| 2    | 映画みようぜ!!ダンボール戦機Wギャグ外伝 | 第1話            | 35話                     | 21話                     | 9月19日        |
| 3    | 映画みようぜ!!イナズマGOギャグ外伝      | 第2話            | 36話                     | 22話                     | 10月3日        |
| 4    | 映画みようぜ!!ダンボール戦機Wギャグ外伝 | 第2話            | 37話                     | 23話                     | 10月10日       |
| 5    | 映画みようぜ!!イナズマGOギャグ外伝      | 第3話            | 38話                     | 24話                     | 10月17日       |
| 6    | 映画みようぜ!!ダンボール戦機Wギャグ外伝 | 第3話            | 39話                     | 25話                     | 10月24日       |
| 7    | 映画みようぜ!!イナダンギャグ外伝        | 第1話            | 40話                     | 26話                     | 10月31日       |
| 8    | 映画みようぜ!!イナダンギャグ外伝        | 第2話            | 41話                     | 27話                     | 11月7日        |
| 9    | 映画みようぜ!!イナダンギャグ外伝        | 第3話            | -                        | 29話                     | 11月14日       |
| 10   | 映画みようぜ!!イナダンギャグ外伝        | -                | 42話                     | 30話                     | 11月21日       |
| 11   | 映画みようぜ!!イナダンギャグ外伝        | アスタエジプト編 | -                        | -                        | -              |
| 12   | 映画みようぜ!!イナダンギャグ外伝        | 宿題なくす編     | 究極の絆 グリフォン 前編 | 究極の絆 グリフォン 前編 | 11月24日       |
| 13   | 映画みようぜ!!イナダンギャグ外伝        | 視力検査編       | 43話                     | 31話                     | 11月28日       |
| 14   | 映画みようぜ!!イナダンギャグ外伝        | イカロス頭編     | 44話                     | 32話                     | 12月5日        |
| 15   | 映画みようぜ!!イナダンギャグ外伝        | 仲間割れ編       | 究極の絆 グリフォン 後編 | 究極の絆 グリフォン 後編 | 12月8日        |
| 16   | 映画みようぜ!!イナダンギャグ外伝        | ヒロ忙しい編     | 45話                     | 33話                     | 12月12日       |
| 17   | 映画みようぜ!!イナダンギャグ外伝        | うどんパスタ編   | 46話                     | 34話                     | 12月19日       |
| 18   | 映画みようぜ!!イナダンギャグ外伝        | フラン般若編     | 47話                     | -                        | 12月26日       |